# Цела нота
Нота (лат. знак) је знак којим бележимо трајање тона или звука.
Облици нота су разноврсни:       итд. Њима одређујемо и бележимо различита трајања тонова. Најдужи тон по трајању у данашњој нотацији означава се знаком  и зове се цела нота (фр. ronde). Њеним дељењем стварамо мање нотне вредности, што најбоље илуструје следећи пример:

## Чиме се продужава нотна вредност
Свака нотна вредност, па и цела нота, може да се продужи:
1. тачком иза нотне главе
2. луком који спаја две исте висине
3. короном изнад или испод ноте